# Otto Polak

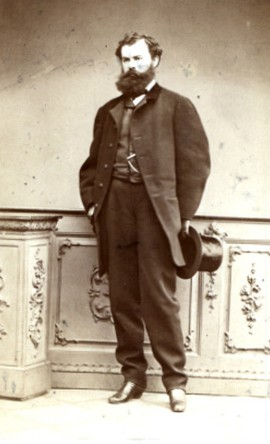
Otto Polak

Otto Polak (* 10. März 1839 in Prag; † 20. Oktober 1916 in Baden (Niederösterreich)) war ein deutschböhmischer Jurist und Landwirt.

## Leben
Als Sohn eines Advokaten und königlichen Güterdirektors studierte Polak an der Karls-Universität Prag Rechtswissenschaft. 1859 war er Studentenvertreter bei Prags legendärem Schillerfest. Er gehörte zu den ersten Mitgliedern der Verbindung Rugia, die sich 1862 zum Corps erklärte. 1863 wurde er zum Dr. jur. promoviert. Im selben Jahr erwarb er das Gut  Kamaik, das er bis 1884 bewirtschaftete. 1874 gründete er den  Landwirtschaftlichen Verein zu  Leitmeritz, den er bis 1881 leitete. Er gehörte zu den Gründern des Zentralverbandes der deutschen Landwirte Böhmens. Von 1885 bis 1897 vertrat er den Städtewahlezirk  Falkenau an der Eger /  Graslitz im Reichsrat (Österreich) (Vereinigte Linke). Er verkaufte sein Gut und ließ sich als Advokat in Prag, später in Wien und schließlich in Baden nieder.